# Tulipánová revoluce
Tulipánová revoluce (zřídka také Žlutá revoluce) je označení událostí, které nastaly v roce 2005 v Kyrgyzstánu po vyhlášení výsledků druhého kola tamních parlamentních voleb. Její hlavní postavou se stal Kurmanbek Bakijev, předseda Lidového hnutí Kyrgyzstánu, koalice opozičních politických stran kandidující v parlamentních volbách v roce 2005. Řadí se mezi tzv. barevné revoluce. Během ní byla svržen autoritářský režim prezidenta Askara Akajeva. Symbolem pádu Akajevova režimu se také stalo propuštění Felixe Kulova z vězení.
Protestující si jako symboly osvojili růžové a žluté barvy. Tato revoluce byla podporována studentským hnutím odporu KelKel (volně překládáno jako renesance a svit boží).

## Průběh
Po vyhlášení výsledků druhého kola parlamentních voleb z 13. března 2005 vypukly ve městech Džalalabád a Oš protivládní demonstrace, jejichž účastníci obvinili vládní stranu ze zmanipulování voleb a požadovali odstoupení prezidenta Akajeva. Prezident se 20. března pokusil demonstrace brutálně rozehnat zásahem policie a speciálních jednotek, při němž podle prvních zpráv bylo zabito 14 lidí (později byla tato informace dementována), nepokoje však neskončily. Následujícího dne začal prezident ustupovat - prostřednictvím svého mluvčího vzkázal, že je ochoten s opozicí vyjednávat a přislíbil prošetření údajných volebních podvodů.
Když se demonstrace 24. března přesunuly i do kyrgyzského hlavního města Biškeku, Akajev po útoku demonstrantů na vládní palác uprchl s rodinou ze země. O den později parlament jmenoval premiérem vůdce opozice Bakijeva a pověřil ho i funkcí prezidenta. Askar Akajev oficiálně rezignoval 3. dubna v Moskvě. Přechodné období bylo ukončeno předčasnými prezidentskými volbami 26. června 2005, jimiž byl ve funkci potvrzen Kurmanbek Bakijev.

## Následný vývoj
Do Bakijeva obyvatelé Kyrgyzstánu vkládali velké naděje a spojovali s jeho jménem lepší budoucnost. Bakijev však začal postupně budovat systém osobní moci a na klíčová mocenská místa dosazoval příslušníky své vlastní rodiny. Po pěti letech své vlády byl podle všeho stejně nenáviděný jako jeho předchůdce a 7. dubna 2010 byla při krvavých nepokojích jeho vláda sesazena rovněž. 